# Ausnahmezustand (Film)
Ausnahmezustand (Originaltitel: The Siege) ist ein US-amerikanischer Action- und Polit-Thriller aus dem Jahr 1998 von Edward Zwick mit Denzel Washington, Annette Bening und Bruce Willis in den Hauptrollen.
Eine Serie von Terroranschlägen arabischer Selbstmordattentäter versetzt die Bewohner von New York in Panik. Um die Situation unter Kontrolle zu bekommen, verhängt der US-Präsident das Kriegsrecht und lässt den Stadtteil Brooklyn zur Terrorismusbekämpfung durch das Militär besetzen. Die US-Armee verübt dabei zahlreiche Menschenrechtsverletzungen gegen arabischstämmige Amerikaner.
In der Rezeption wird darauf hingewiesen, dass der Film drei Jahre vor den Terroranschlägen vom 11. September 2001 viele spätere Entwicklungen vorweggenommen habe, unter anderem den systematischen Einsatz von Folter durch staatliche Stellen.

## Handlung

### Kurzzusammenfassung
In New York werden durch arabischstämmige Selbstmordattentäter bei einer Serie von Anschlägen zahlreiche Menschen getötet. Wegen der zunehmend eskalierenden Situation wird der Ausnahmezustand über die Stadt verhängt. Das Militär nimmt sämtliche arabisch aussehenden Menschen fest und interniert diese in einem Sportstadion unter unmenschlichen Bedingungen. Der befehlshabende General Devereaux beginnt damit, Verdächtige systematisch zu foltern. Im Verlauf des Films stellt sich nach und nach heraus, dass die Attentäter ehemalige von der CIA geförderte und ausgebildete Widerstandskämpfer gegen Saddam Hussein sind, die dann von den USA aus politischen Gründen fallengelassen wurden; aus Verbitterung darüber sind sie zu Terroristen geworden (siehe dazu Blowback). Am Ende des Films nimmt ein FBI-Agent den General wegen Verstoßes gegen zahlreiche Gesetze sowie Folter und Mord an einem der Verdächtigen fest. Der Ausnahmezustand wird aufgehoben.

### Chronologische Handlung
In Saudi-Arabien wird ein Bombenanschlag auf eine Armee-Kaserne verübt, bei dem zahlreiche US-Soldaten getötet werden. Als Drahtzieher hinter dem Anschlag wird der fundamentalistische, irakische Geistliche Scheich Ahmad bin Talal vermutet. Wenig später wird Talal durch ein Spezialkommando von US-General William Devereaux entführt.
In New York werden die Agenten Anthony Hubbard und sein aus dem Libanon stammender Kollege Frank Haddad von der Anti-Terror-Sondereinheit des FBI zu einem Bombenalarm in einem Bus gerufen, doch der Sprengsatz stellt sich lediglich als harmlose Farbbombe heraus. Als der Bus später von Mitarbeitern der Spurensicherung untersucht wird, taucht eine Frau auf, die sich Elise Kraft nennt und angibt, vom Nationalen Sicherheitsrat zu sein. Hubbard will jedoch nicht, dass sie sich ohne offiziellen Auftrag in seine Ermittlungen einmischt und schickt sie weg. In der Zwischenzeit wurde ein Verdächtiger namens Khalil festgenommen, der eine große Menge Bargeld in kleinen Scheinen mit sich trug. Da man ihm nichts nachweisen kann, wird er wieder freigelassen und beschattet. Als Khalil seine Verfolger bemerkt, flüchtet er und wird von Unbekannten auf offener Straße in einen Wagen gezerrt und entführt. Hinter den Unbekannten steckte Elise Kraft, die Khalil nun in einem Haus gefangen hält und von ihren Leuten verhören lässt. Hubbard lässt das Haus vom FBI stürmen und nimmt Elise vorläufig fest. Auf dem Weg zurück sehen sie, wie gerade ein Bus entführt wird. Die drei arabisch sprechenden Täter lassen nach Vermittlungsbemühungen von Hubbard sechs Kinder frei, sprengen danach jedoch sich selbst mit 25 Insassen in die Luft. Als einer der Attentäter wird Ali Waziri aus Ramallah identifiziert, der vor drei Tagen über Frankfurt eingereist ist.
Als letzte Kontaktperson zum festgenommenen Khalil stellt sich Samir Nazhde heraus. Er wird ebenfalls festgenommen, als jedoch herauskommt, dass er ein V-Mann von Elise ist, auf ihr Drängen hin wieder freigelassen. Das FBI stürmt schließlich das Versteck von drei Terroristen, die dabei alle getötet werden. Als man schon glaubt, die Gefahr sei nun vorüber, verübt eine weitere Terrorzelle einen Bombenanschlag auf ein Theater, und es findet zudem eine Geiselnahme in einer Schule statt.
Inzwischen stellt sich heraus, dass Elise Kraft tatsächlich Sharon Bridger heißt und als CIA-Agentin im Irak während des Golfkriegs tätig war, wo sie die Terroristen einst selbst im Bombenbau ausbildete, als diese für die Interessen der USA von Nutzen waren. Der militante Geistliche bin Talal wurde von den USA finanziell unterstützt und seine Anhänger vom CIA militärisch ausgebildet und mit Waffen ausgestattet, da man mit Saddam Hussein einen gemeinsamen Feind hatte, den man stürzen wollte. Als es in den USA einen politischen Richtungswechsel gab, stoppte man die Unterstützung der Freiheitskämpfer, worauf diese zu Terroristen wurden.
Als ein Behördenbau, in dem auch die Anti-Terror-Sondereinheit des FBI ihr Hauptquartier hatte, von einer Autobombe zerstört wird, sterben 600 Menschen. In der Folge wird über New York City das Kriegsrecht verhängt, Einheiten der US-Army unter dem Kommando von William Devereaux besetzen die Stadt und riegeln Brooklyn ab, den Stadtbezirk mit den meisten Immigranten. Alle Araber, arabischstämmige Bürger und Muslime werden überprüft und einer Rasterfahndung unterzogen. Viele von ihnen werden rechtlos und ohne Gerichtsverhandlung in Konzentrationslager verbracht, verhört und gefoltert.
Hubbard will einen weiteren Verdächtigen namens Tariq Husseini festnehmen, wurde jedoch von der US-Army abgehört, sodass das Militär ihm den Mann abnimmt und auf Befehl von General Devereaux zu Tode foltern lässt. Als auch der 13-jährige Sohn des FBI-Agenten Haddad in das Lager gesperrt wird, quittiert dieser vorerst seinen Dienst. Hubbard erklärt, dass die Army eine größere Bedrohung für die Bürger darstellt als der Terrorismus.
Als letzte Terrorzelle entpuppt sich schließlich der V-Mann Samir Nazhde, der eine Bombe inmitten einer Demonstration zünden will, die für die Bürgerrechte organisiert wurde. Als Sharon dahinterkommt, wird sie von Samir erschossen, kurz darauf wird Samir von Hubbard getötet.
FBI-Agent Hubbard nimmt General Devereaux wegen Verstößen gegen internationales Recht, das Kongresskontrollrecht (congressional oversight) und den Logan Act, sowie wegen Meineids, Entführung, Folter und Mord fest. Der Ausnahmezustand wird aufgehoben, das Militär abgezogen und alle internierten Bürger werden freigelassen.

## Kritiken
„Ein bemerkenswert durchdachter Actionfilm, dessen politische Aussage auch einer kritischen Hinterfragung standhält. Die plausibel entwickelte Handlung wird von guten Darstellern getragen.“

## Historisch-politischer Kontext und Rezeption

### Historischer Hintergrund
Der Film entstand in einer Zeit, als islamistischer Terrorismus sich zunehmend gegen US-amerikanische Ziele richtete. Am 7. August 1998, wenige Monate vor Veröffentlichung des Films, verübte die Terrororganisation Al-Qa'ida Anschläge gegen die US-amerikanischen Botschaften in Kenia und Tansania mit 224 Toten. Im Film wird Bezug auf den Bombenanschlag auf das World Trade Center 1993 genommen. Der im Film erwähnte fiktive Anschlag auf eine US-Armeebasis im saudi-arabischen Dahran hat ein reales Vorbild; den Anschlag von Khobar am 25. Juni 1996 mit 19 Toten und rund 500 Verletzten, bei dem ein LKW-Selbstmordattentäter einen Gebäudekomplex der Koalitionskräfte der Operation Southern Watch angriff. Das im Film gezeigte Szenario von Terroranschlägen in New York mit hunderten Toten sollte rund drei Jahre nach Erscheinen des Films in einem weit größeren Ausmaß Realität werden mit den Terroranschläge am 11. September 2001. Die USA wandten im Kampf gegen den Terror schließlich ähnliche Methoden an, wie sie im Film gezeigt wurden, weshalb in der späteren Rezeption des Films dem Film eine gewisse Prophetie zugeschrieben wird.

### Spätere Rezeption im historisch-politischen Kontext
- In einer Spezialausgabe des Spiegel vom September 2006 zum fünften Jahrestag der Anschläge vom 11. September 2001 schrieb Autor Lars-Olav Beier:
„In dem Thriller „Ausnahmezustand“ der knapp drei Jahre vor dem 11. September ins Kino kam, sterben mitten in Manhattan Hunderte von Menschen bei Selbstmordattentaten arabischer Terroristen, die Busse in die Luft jagen. Brooklyn, wo die Drahtzieher vermutet werden, wird abgeriegelt – ein Job für Bruce Willis, den Retter des Abendlandes. Der Action-Star spielt einen General, der gnadenlos gegen die Araber vorgeht und sie brutal foltert – ausgerechnet im Footballstadion, dem säkularen Heiligtum des amerikanischen Alltags, das schon in den Siebzigern in „Schwarzer Sonntag“ Ziel von Terroristen war. In „Ausnahmezustand“ wird es zum Konzentrationslager, in dem alle Araber der Stadt zusammengetrieben und in Käfige gepfercht werden. Eine düstere Prophetie war dieser Film, der nicht nur die Anschläge vom 11. September vorausahnte, sondern auch die Folterungen von Abu Ghureib und die unmenschlichen Haftbedingungen von Guantanamo. Doch mit einem Einspielergebnis von nur gut 40 Millionen Dollar war „Ausnahmezustand“ in den USA ein großer Flop: Zu abwegig erschien den Zuschauern im Winter 1998 das Schreckensszenario, das ihnen der Film zumutete.“[4]

- Jakob Augstein schrieb im April 2009 in Der Freitag:
„Es gibt einen Film, der lange nicht mehr im deutschen Fernsehen gelaufen ist. Ausnahmezustand. Er handelt vom Kampf zwischen einem FBI-Agenten und einem Obersten der Armee, Denzel Washington und Bruce Willis spielen die Rollen. Ein islamistischer Anschlag hat New York in Schrecken versetzt. Das Militär übernimmt die Kontrolle. Lager werden eingerichtet. Es wird gefoltert. Aber das FBI schützt das Recht und Denzel Washington verhaftet am Ende den Oberst mit vorgehaltener Waffe. Der Film wurde 1998 gedreht, im Amerika Bill Clintons. Nach allem, was man von ihm weiß, hätte Clinton nicht gefoltert. Und nach allem, was man von ihm weiß, hätte George Bush weitergefoltert, wenn er an der Macht hätte bleiben dürfen. Und weil das echte Leben kein Film ist, hängt der Grad der amerikanischen Zivilisierung offenbar nur ab von der Zivilisierung seines Präsidenten. Es gibt keine Kontrolle außerhalb des Präsidenten. Ein Mann entscheidet. Alle folgen. Das politische System, die Medien, die Gerichte – sie spielen alle keine Rolle. Ein Mann entscheidet, wann das Foltern anfängt und wann es aufhört. Und das ganze Land gehorcht, die Geheimdienste, die Armee, die Polizei. Bis zur Folter.“[5]

## Kontroverse
Als der Film erschien, wurde er vom American-Arab Anti-Discrimination Committee scharf kritisiert. Der Sprecher des Komitees, Hussein Ibish, sagte dazu: „Der Film Ausnahmezustand ist extrem beleidigend. Er ist mehr als beleidigend. Wir haben uns an Beleidigungen gewöhnt, das ist für uns Alltag. Das hier jedoch ist gefährlich. Er führt zu Stereotypen, die Hass-Delikte zur Folge haben werden. Dank dieses Films wird die rituelle Reinigung der Muslime vor dem Gebet beim Betrachter die Assoziation mit Gewalt hervorrufen. Der Film suggeriert, dass Muslime eine vollkommene Missachtung des menschlichen Lebens haben“.
Regisseur Edward Zwick, der sich mit arabischstämmigen Amerikanern getroffen hatte, wies diese Kritik zurück. Die „Bösen“ bei seinem Film seien sowohl Muslime als auch Christen. Filme sollten nicht nur ein unangenehmes Gefühl hinterlassen, sondern auch zum Denken anregen.

## Auszeichnungen
- Der Film war für einen Political Film Society Award 1999 in den Kategorien Demokratie und Menschenrechte nominiert.
- Bruce Willis wurde u. a. für seine Arbeit in Ausnahmezustand der Negativpreis Goldene Himbeere 1999 in der Kategorie Schlechtester Schauspieler verliehen.
- Die Deutsche Film- und Medienbewertung FBW in Wiesbaden verlieh dem Film das Prädikat wertvoll.